# Мальцев, Юрий Иванович
Юрий Иванович Мальцев (29 августа 1933 — 23 мая 2012) — советский хоккеист, нападающий, Мастер спорта СССР. Тренер.

## Биография
Начинал играть в Нижнем Тагиле. Воспитанник челябинских команд «Буревестник» и «Трактор». Начинал играть в команде чемпионата РСФСР ОДО Свердловск (1955/56), затем выступал за челябинские команды «Металлург» (1956/57, 1961/62 — 1967/68), «Урожай» (1957/58), «Трактор» (1958/59 — 1960/61).
Старший тренер «Металлурга» (1967/68 — 1970/71, «Южного Урала» Орск (1972/73 — 1976/77). В начале 1990-х работал тренером-консультантом в Китае. С 1995 года — тренер в ДЮСШ «Трактор», с 1998 года — заместитель директора (завуч) по учебной части.
Скончался 23 мая 2012 года. Похоронен на Успенском кладбище Челябинска.